# Rineloricaria baliola
Rineloricaria baliola es una especie de peces de la familia Loricariidae en el orden de los Siluriformes.

## Morfología
Los machos pueden llegar alcanzar los 23,9 cm de longitud total.

## Distribución geográfica
Se encuentran en Sudamérica: río Taquari y afluentes de la Laguna dos Patos.